# Ripipteryx insignis
Ripipteryx insignis är en insektsart som beskrevs av Lucien Chopard 1937. Ripipteryx insignis ingår i släktet Ripipteryx och familjen Ripipterygidae. Inga underarter finns listade i Catalogue of Life.